# Hippelates bracatus
Hippelates bracatus är en tvåvingeart som först beskrevs av Oswald Duda 1930.  Hippelates bracatus ingår i släktet Hippelates och familjen fritflugor. Inga underarter finns listade i Catalogue of Life.